# Zeitfiguren
Zeitfiguren ist ein Orgelzyklus von Dominik Susteck. Er entstand 2014 als Auftragskomposition des Erzbistums Paderborn und wurde am 11. September 2015 im Paderborner Dom uraufgeführt. Organisten der Uraufführung waren Helga Lange, Sebastian Freitag, Tobias Aehlig, Volker Karweg, Simon Daubhäußer und Harald Gokus. Die Komposition mit einer Spieldauer von ca. 45 Minuten besteht aus sechs Sätzen: Strahlen, Verschlungener Gang, Zeit, Leuchten, Akkordecho und Warten.